# Rahart Adams
Rahart Adams (* 31. Januar 1996 in Melbourne, Victoria als Rahart Sadiqzai) ist ein australischer Schauspieler.

## Leben
Rahart Adams wurde im Januar 1996 in  Melbourne als Rahart Sadiqzai geboren und wuchs dort als zweitälteste von vier Geschwistern auf. Er hat maltesische Vorfahren.
Seine erste Schauspielerfahrung machte Adams 2012 bis 2013 als Alistair O'Loughlin in einigen Episode der Daily Soap Nachbarn. Im selben Jahr erhielt er die Hauptrolle des Sam Conte in der ABC3-Jugendserie Nowhere Boys, die seit November 2013 auf dem Sender ausgestrahlt wird.
Internationale Bekanntheit erlangte er mit der Rolle des Jax Novoa in der Nickelodeon-Jugendserie Emma, einfach magisch, in der er von Juli 2014 bis Juli 2015 zu sehen war. Für diese Rolle zog er von Australien nach Los Angeles. 2015 übernahm er in dem Nickelodeon-Fernsehfilm Lügen haben spitze Zähne die Hauptrolle des Davis Pell.

## Filmografie (Auswahl)
- 2012–2013: Nachbarn (Neighbours, Seifenoper)
- 2013–2015: Nowhere Boys (Fernsehserie)
- 2014–2015: Emma, einfach magisch! (Every Witch Way, Fernsehserie, 64 Episoden)
- 2015: Lügen haben spitze Zähne (Liar, Liar, Vampire, Fernsehfilm)
- 2016: Foursome (YouTubeRed)
- 2016: Emo the Musical
- 2018: Pacific Rim: Uprising
- 2023: Gotham Knights (Fernsehserie, 13 Episoden)